# Bińcze
Bińcze (niem. Bärenwalde) – wieś w Polsce położona w województwie pomorskim, w powiecie człuchowskim, w gminie Czarne przy drodze wojewódzkiej nr 201.
W latach 1954–1959 wieś była siedzibą gromady Bińcze. W latach 1975–1998 miejscowość administracyjnie należała do województwa słupskiego.
Ok. 1,4 km na północ od wsi przebiega rzeka Szczyra.
We wsi jest stacja kolejowa Bińcze.

## Historia
Wieś powstała w wyniku karczunku puszczy, Krzyżacy w roku 1397 nadali prawa dokumentem lokacyjnym, w którym zasadźca, pochodzący prawdopodobnie z Niemiec Stefan z Götzendorfu, otrzymał 84 włóki, sięgające do jeziora Trzcinnego. Jest to pierwszy znany dokument dotyczący wsi Bińcze. Po odzyskaniu Pomorza Gdańskiego przez Polskę w roku 1466 była to własność szlachecka.
Prywatna wieś szlachecka Bincze położona była w drugiej połowie XVI wieku w województwie pomorskim.
Do roku 1945 wieś nosiła nazwę Bärenwalde. Nazwa przejściowa Barwice, od roku 1946 Bińcze. Do roku 1954 w gminie Cierznie. Od roku 1954 była tu siedziba Gromadzkiej Rady narodowej, a w skład gromady wchodziły wsie: Bińcze, Biernatka, Olszynowo. Od roku 1972 w gminie Czarne.
W 1955 roku przed miejscową szkołą podstawową odsłonięto obelisk ku czci żołnierzy radzieckich z 19 armii II Frontu Białoruskiego, którzy zginęli podczas zdobywania wsi 25 lutego 1945 roku.

## Zabytki
Według rejestru zabytków NID na listę zabytków wpisane są:
- kościół Świętej Rodziny, szachulcowy z 1761 roku o konstrukcji szkieletowej[7]. ścian, nr rej.: A-272 z 26.03.1960
- park dworski, poł. XIX w., nr rej.: A-343 z 23.04.1996.

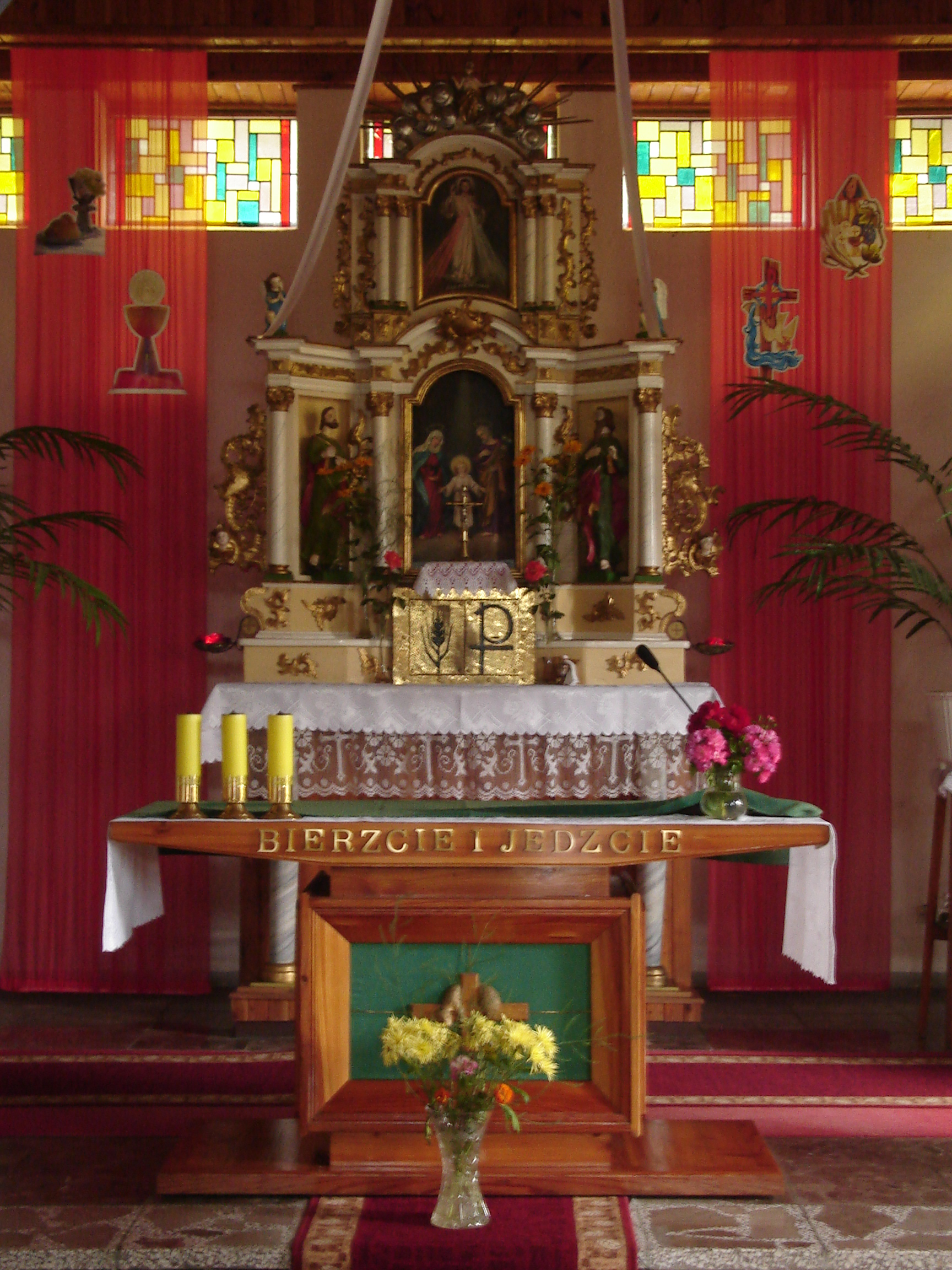
Ołtarz w kościele Świętej Rodziny
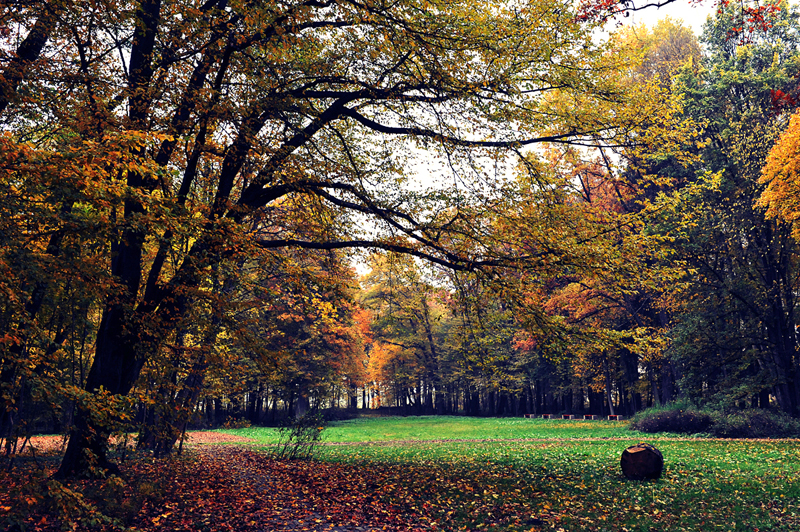
Park w Bińczach

## Sport
Początki zorganizowanej działalności sportowej w Bińczu datuje się na rok 1968. Przy szkole podstawowej zaczęły odbywać się zajęcia w ramach SKS, a z uwagi na zainteresowanie starszej młodzieży w październiku 1968 roku założono klub sportowy LZS SKRA Bińcze. Pierwotnie wiodącymi dyscyplinami były piłka ręczna oraz siatkówka. Współcześnie w ramach rozgrywek LZS pod tą samą nazwą funkcjonuje stowarzyszenie i drużyna piłki nożnej.

## Ochotnicza Straż Pożarna

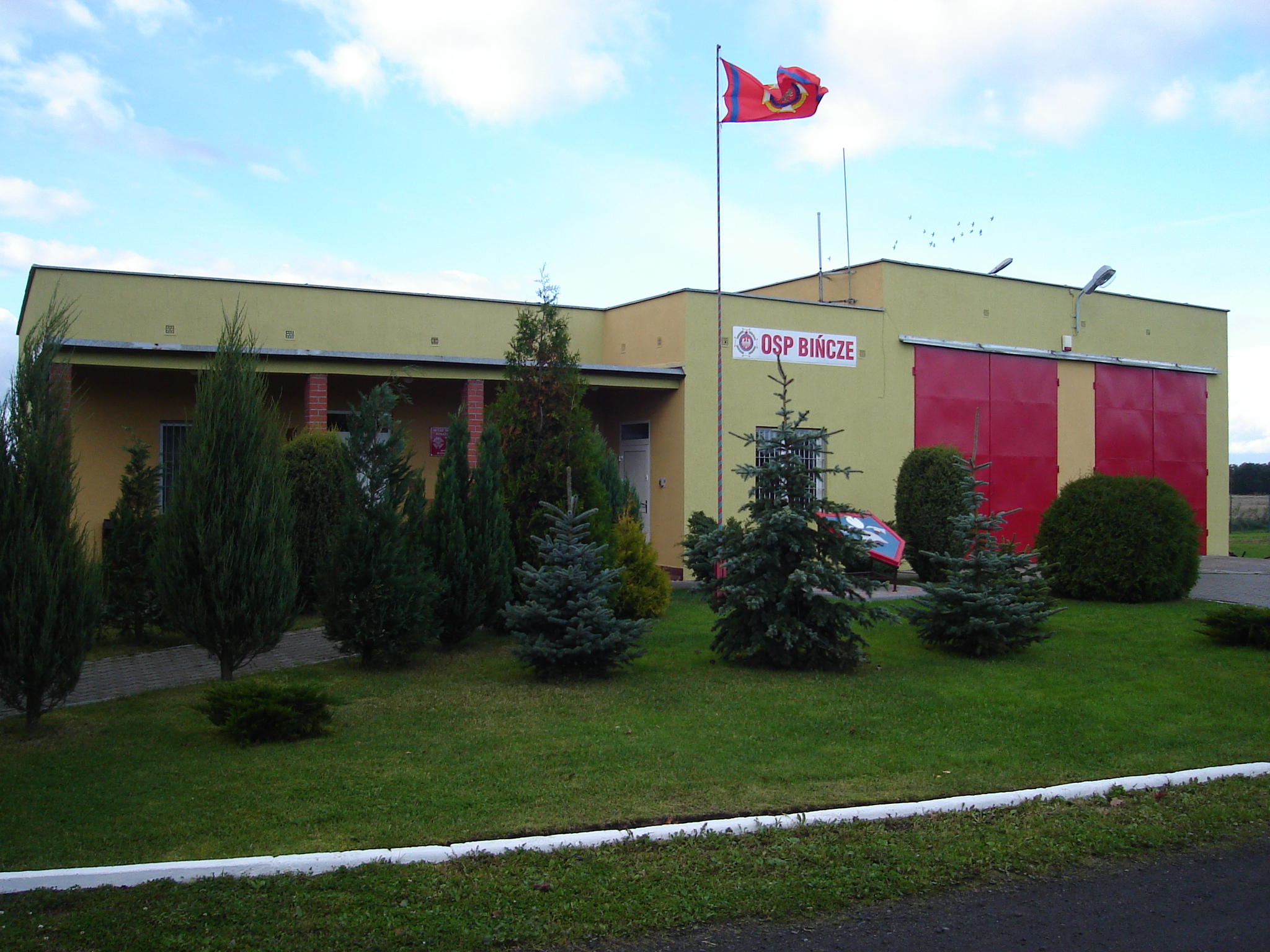
Remiza OSP Bińcze

We wsi Bińcze znajduje się jednostka OSP Bińcze wchodząca w skład Krajowego Systemu Ratowniczo – Gaśniczego. Została założona 1 marca 1947 roku.

Na wyposażeniu jednostki są dwa wozy: średni wóz gaśniczy GBA 3/16 Volvo FL 280 oraz specjalny lekki wóz do ratownictwa technicznego Ford Transit. Poprzedni średni wóz, Star 266 w zabudowie Dragon trafił do OSP Małe Gacno.